# Rosián de Castilla
Rosián de Castilla es un libro de caballerías español, escrito por Joaquín Romero de Cepeda y publicado en Lisboa en 1586. Su título completo es La historia de Rosián de Castilla que trata de las grandes aventuras que en diversas partes del mundo le acontecieron.
De conformidad con el tópico de la falsa traducción, la obra se presenta como traducida del latín al español.
En el prólogo de la obra se dice que en tiempos del rey Abarca, Sancho Garcés, que señoreó Navarra y Aragón, año del Señor 874, reinando en León don Alfonso III, hubo un caballero noble llamado Eduardo, natural de la ciudad de la Estrella, que gastó muchos años en servicio de su rey contra los enemigos de la Fe. Cuando le pareció que era tiempo conveniente para su descanso y sosiego, tomó por mujer una doncella de mediano estado llamada Albina, de la cual, al cabo de veinte años de matrimonio, tuvo un hijo a quien llamaron Rosián de Castilla, el cual anduvo la mayor parte del mundo y al que le acontecieron extrañas y diversas aventuras, las cuales contiene esta Historia. 
la obra está dividida en dos partes, la primera de 26 capítulos y la segunda de 27.
La primera parte incluye la  genealogía, nacimiento, educación y formación del protagonista, Rosián de Castilla, hijo de Eduardo y Albina, hasta cuando, ya armado caballero, sale futivamente de la casa paterna en busca de aventuras.
La segunda parte cuenta diversas adversidades sufridas por Rosián,quien desanimado busca el consuelo de la religión en el monasterio de Oseras. Posteriormente se convierte en un peregrino guerrero contra los vicios de la lujria, simbolizados en la maga Belarina. Armado  de  tal  coraza  y  valor,  se  convierte  en  el  peregrino  guerrero  contra   el  vicio,  la  sensualidad   y   la  lujuria   simbolizados  en  lamaga  Belarina. Las últimas aventuras de Rosián constituyen un premio a la virtud, y el héroe  encuentra  el  verdadero  amor  en  la  princesa  Calinoria.